# Мюнтеферинг, Франц
Франц Мюнтеферинг (нем. Franz Müntefering; род. 16 января 1940, Нехайм — немецкий политик, член СДПГ.
В 2005—2007 годах вице-канцлер ФРГ и федеральный министр труда и общественных дел, в 1998—1999 — федеральный министр транспорта, строительства и жилищного хозяйства, 2002—2005 — заместитель руководителя фракции СДПГ в бундестаге, 2004—2005 — глава СДПГ. 7 сентября 2008 года Мюнтеферинг был снова выдвинут на пост председателя СДПГ (вместо Курта Бека). 18 октября утверждён в этой должности съездом СДПГ. 13 ноября 2009 года его преемником на этом посту стал Зигмар Габриэль. Ныне является председателем Берлинского демографического форума.

## Образование и трудовая деятельность
По окончании общеобразовательной «народной» школы в Зундерне, Франц Мюнтерферинг окончил в 1954—1957 годах профессиональную школу и до 1975 года работал на разных должностях в металлообрабатывающей промышленности. В 1961—1962 годах проходил срочную службу в бундесвере.

## Семья и религия
Отец Франца Мюнтеферинга был крестьянином, мать — домохозяйкой. С отцом Франц впервые увиделся в шесть лет, когда тот вернулся из плена. Оба родителя скончались в 1985 году. В 1995 году Франц Мюнтеферинг во второй раз женился на Анкепетре Реттих (скончалась от рака в 2008 года, её болезнь послужила причиной ухода Мюнтеферинга из большой политики). Имеет двух дочерей от первого брака, одна из которых — писательница Мириам Мюнтеферинг.
По вероисповеданию Франц Мюнтеферинг католик.
Последнее время его имя связывают с Мишелью Шуман (род. 1980), политиком СДПГ из Херне. С 1999 по 2004 год была председателем местной ячейки молодёжной организации «Молодых социалистов». С 2002 года заместитель председателя представительства СДПГ в Херне.

## Политическая карьера

### Партийная деятельность
Член СДПГС 1966 года, с 1991 года в правлении партии. С 1992 по 1998 год был также председателем СДПГ в районе Западная Вестфалия. С 1995 по 1998 год и, временно, с сентября по декабрь 1999 года находился на должности федерального секретаря партии. С 1998 по 2001 возглавлял земельное представительство СДПГ в Северном Рейне — Вестфалии. В конце 1999 года был учреждён пост генерального секретаря социал-демократической партии Германии, его Мюнтеферинг занимал с 7 декабря 1999 по 20 октября 2002 года. В марте 2004 года на особом съезде партии избран федеральным председателем СДПГ, сменив Герхарда Шрёдера. В его поддержку высказались 95,1 % делегатов.
31 октября 2005 года председатель СДПГ Франц Мюнтеферинг подал в отставку в связи с поражением его кандидата Кайо Вассерхёфеля на выборах генерального секретаря партии. По итогам голосования пост генерального секретаря достался Андреа Налес, члену руководства СДПГ, бывшему председателю «Молодых социалистов», представительнице левого крыла партии. На очередном съезде СДПГ в Карлсруэ 15 ноября 2005 года преемником Мюнтерферинга избран премьер-министр Бранденбурга Маттиас Платцек (99,4 % голосов делегатов), генсеком СДПГ в конечном счёте стал Хубертус Хайль.
В начале осени 2008 года, через несколько недель после смерти жены, Франц Мюнтерферинг вернулся в большую политику, чтобы поддержать СДПГ в преддверии парламентских выборов. После отставки Курта Бека с поста председателя СДПГ 7 сентября 2008 года на особом съезде партии в Берлине выбран на его место 18 октября 2008 года 84,86 % голосов.
27 сентября 2009 года состоялись выборы в бундестаг, в результате которых СДПГ потерпела сокрушительное поражение, получив всего лишь 23 процента голосов избирателей. В связи с этим вместо «большой коалиции» с участием ХДС и СДПГ была сформирована коалиция ХДС с СвДП.
Поражение партии на выборах отразилось на руководстве СДПГ: неделю спустя на специальном заседании пленума партии были выдвинуты новые кандидатуры на руководящие посты. Министр по защите окружающей среды Зигмар Габриэль был выдвинут на пост председателя партии. Новые кандидатуры были утверждены на общем собрании партии, которое состоялось в Дрездене в середине ноября 2009 года.